# Oberonia torricellensis
Oberonia torricellensis är en orkidéart som beskrevs av Rudolf Schlechter. Oberonia torricellensis ingår i släktet Oberonia och familjen orkidéer. Inga underarter finns listade i Catalogue of Life.